# Paxtang
Paxtang es un borough ubicado en el condado de Dauphin en el estado estadounidense de Pensilvania. En el año 2000 tenía una población de 1,570 habitantes y una densidad poblacional de 1,449.3 personas por km².

## Geografía
Paxtang se encuentra ubicado en las coordenadas 40°15′39″N 76°50′2″O / 40.26083, -76.83389

## Demografía
Según la Oficina del Censo en 2000 los ingresos medios por hogar en la localidad eran de $46,250 y los ingresos medios por familia eran $46,250. Los hombres tenían unos ingresos medios de $54,412 frente a los $36,389 para las mujeres. La renta per cápita para la localidad era de $29,712. Alrededor del 4.5% de la población estaba por debajo del umbral de pobreza.